# National Challenge Cup de 1978
A National Challenge Cup de 1978 foi a 65ª temporada da competição futebolística mais antiga dos Estados Unidos. Maccabi Los Angeles entra na competição defendendo o título.
O campeão da competição foi o Maccabi Los Angeles, conquistando seu primeiro título, e o vice campeão foi o Bridgeport Vasco da Gama.

## Participantes
| Entram na Primeira Fase                                            |
| - Bridgeport Vasco da Gama - Croatian Rebels - Maccabi Los Angeles |

## Premiação
| National Challenge Cup de 1978          |
| --------------------------------------- |
| Maccabi Los Angeles Campeão (4º título) |